# Jättenöt från Halle
Jättenöt från Halle eller hallersk jättenöt (Hallesche Riesennuss på tyska) är en gammal och välkänd sort av hassel (Corylus avellana) som härstammar från den tyska staden Halle. Utmärkande för sorten är dess stora nötter, robusta tillväxt och motståndskraft mot nötvirveln, vilket har gjort den populär i både professionella odlingar och privata trädgårdar.

## Ursprung och historia
Jättenöt från Halle introducerades på 1700-talet och har sitt ursprung i centrala Tyskland. Namnet Hallesche Riesennuss betyder bokstavligen "hallersk jättenöt" vilket också är en möjlig svensk översättning av namnet. Sorten har genom åren spridits till många länder i Europa och är särskilt uppskattad i trädgårdsodling i Sverige och Skandinavien, där den ibland även kallas Halleske Kämpe. I Sverige är sorten härdig upp till Dalarna och Ångermanland.

## Egenskaper
Nötterna:
- Storlek: Nötterna är mycket stora och har en tunn skalvägg, vilket gör dem lättknäckta.
- Smak: Rik och fyllig, vilket gör dem populära för både färskkonsumtion och i matlagning.
- Skörd: Sorten ger generöst med nötter, vilket gör den kommersiellt attraktiv.

Växten:
- Tillväxt: Jättenöt från Halle är en kraftigväxande buske som kan bli upp till 4–5 meter hög.
- Härdighet: Sorten är tålig och klarar sig väl i zoner med tempererat klimat, men den trivs bäst i soliga och vindskyddade lägen.
- Pollinering: Som de flesta hasselsorter är den beroende av korspollinering för att ge god skörd. Den passar bra ihop med andra hasselsorter som exempelvis Cosford eller Lambertsnöt.[3]

## Odling
Jättenöt från Halle är lätt att odla och kräver minimalt underhåll, vilket gör den populär bland trädgårdsentusiaster. Busken föredrar väldränerad, näringsrik jord med god tillgång på sol. Den kan odlas i både trädgårdar och större odlingar och är känd för sin långlivade och pålitliga produktion av nötter.
Sorten planteras vanligtvis på våren eller hösten och kräver lite beskärning, förutom för att ta bort döda eller skadade grenar. Regelbunden bevattning och gödsling hjälper till att säkerställa hög avkastning.

## Synonymer
Jättenöt från Halle är känd under flera olika namn beroende på geografiskt och historiskt sammanhang:
- Hallesche Riesennuss (Tyskland)
- Halleske Kämpe (Skandinavien)
- Hallersk jättenöt (möjlig svensk adjektivböjning)

Alla dessa namn refererar till samma sort.

## Användning
Sortens stora och lättknäckta nötter gör den idealisk för konsumtion i färsk form, bakning och som ingrediens i olika maträtter. På grund av sitt dekorativa och robusta växtsätt används busken även som prydnadsväxt i större trädgårdar.